# گز-آقزی
گز-آقزی (به لاتین: Gez-Agzy) یک منطقه مسکونی در جمهوری آذربایجان است که در شهرستان صابرآباد واقع شده است.